# Dechamaily Lont
Dechamaily Lont (8 april 2007) is een voetbalspeelster uit Nederland. Ze speelt als aanvaller voor Feyenoord in de Vrouwen Eredivisie.

## Clubcarrière
Lont kwam in haar jeugdjaren uit voor Alexandria '66 en SVV. Sinds het seizoen 2019/20 maakt Lont onderdeel uit van het team van Jong Feyenoord.
Op 9 december 2023 maakte Lont haar debuut in de Vrouwen Eredivisie voor Feyenoord in een thuiswedstrijd tegen ADO Den Haag door in te vallen voor Ziva Henry. Voorafgaande aan het seizoen 2024/25 werd Lont definitief overgeheveld naar het eerste elftal van de Rotterdammers. Op 26 september 2024 tekende Lont een tweejarig contract bij de club. In een wedstrijd tegen VVK/Telstar wist Lont haar eerste doelpunt voor de Rotterdammers te maken.
Op 3 februari 2025 tekende Lont een huurovereenkomst tot het einde van het seizoen 2024/25 bij stadgenoot Excelsior Rotterdam. Excelsior maakte op 23 mei 2025 bekend dat Lont een van de tien speelsters was die de club na het seizoen 2024/25 ging verlaten. Ze keerde terug bij Feyenoord.

## Statistieken
| Seizoen | Club      | Land      | Competitie | Wedstrijden | Doelpunten |
| ------- | --------- | --------- | ---------- | ----------- | ---------- |
| 2023/24 | Feyenoord | Nederland | Eredivisie | 7           | 0          |
| 2024/25 | Feyenoord | Nederland | Eredivisie | 10          | 1          |
| 2024/25 | Excelsior | Nederland | Eredivisie | 8           | 0          |
| 2025/26 | Feyenoord | Nederland | Eredivisie | 0           | 0          |
| Totaal  | Totaal    | Totaal    | Totaal     | 25          | 1          |

Laatste update: 4 augustus 2025
1 Weimar ·
3 Takeshige ·
4 Verspaget ·
5 Obispo ·
6 Brandau ·
7 Teulings ·
8 Pijnenburg ·
9 Koopman ·
10 Van de Westeringh ·
14 De Graaf ·
16 Van Eijk ·
17 Van der Sluijs ·
18 Heij ·
19 Stoit ·
20 Szymczak ·
21 Van Bentem ·
23 Itamura ·
24 Baptiste ·
25 Van de Lavoir ·
26 De Paus ·
27 DellaPeruta ·
28 Hulswit ·
29 Lont ·
33 Van Kerkhoven ·
42 Buabadi ·
Van Deursen ·
Dinkla ·
Coach: Torny
Assistent-coach: Pieters
Assistent-coach: Tjaden
Keeperstrainer: Van der Kaaij